# Hrad Forchtenstein
Hrad Forchtenstein (německy: Burg Forchtenstein) je středověký hrad v rakouském městě Forchtenstein. Stojí na dolomitové skále, v nadmořské výšce 511 metrů nad mořem, nad údolím řeky Wulka. První část hradu s 50 metrů vysokou věží byla postavena na počátku 15. století pány z Mattersburgu, kteří se později nazývali pány z Forchtensteinu. Kolem roku 1450 páni z Forchtensteinu vymřeli po meči a hrad přešel do vlastnictví rodu Habsburků, kteří jej vlastnili dalších 170 let. Pronajímali jej dalším rodům, včetně hrabat z Weissbriachu a Hardeggu. Z Habsburků ho užíval Albrecht VI. V roce 1622 získal hrad od císaře Ferdinanda II. zakladatel západomaďarské linie Esterházyů Mikuláš Esterházy. Začal rozpadající se hrad opevňovat a stavebně proměňovat, nejprve za pomoci vídeňského stavitele Simona Retacca (1630 až 1634) a od roku 1643 pak pod vedením Itala Domenica Carloneho. Po smrti knížete Pavla I., který architektonicky posunul stavbu k baroknímu zámku, hrad změnil funkci - stal se depozitářem zbraní, archivů, chronometrů, strojů, preparátů exotických zvířat a kuriozit. Byl nazýván "Trezor Esterházyů". Ve druhé polovině 18. století byl zámek rozšířen stavitelem Ferdinandem Mödlhammerem. Během těchto prací byl zvednut krov a obnoven interiér. V době vzniku komunistické Maďarské republiky rad, v roce 1919, bylo na hradě zabaveno asi 280 předmětů a převezeno do Budapešti. Dodnes jsou ve vlastnictví maďarského státu. Nadace Esterházyho, která hrad dodnes vlastní, vynakládá veškeré úsilí na navrácení těchto předmětů. Hrad je v současnosti přístupný veřejnosti, funguje v něm muzeum a galerie. Přivítá okolo 100 tisíc návštěvníků ročně.